# Aida-Trompete

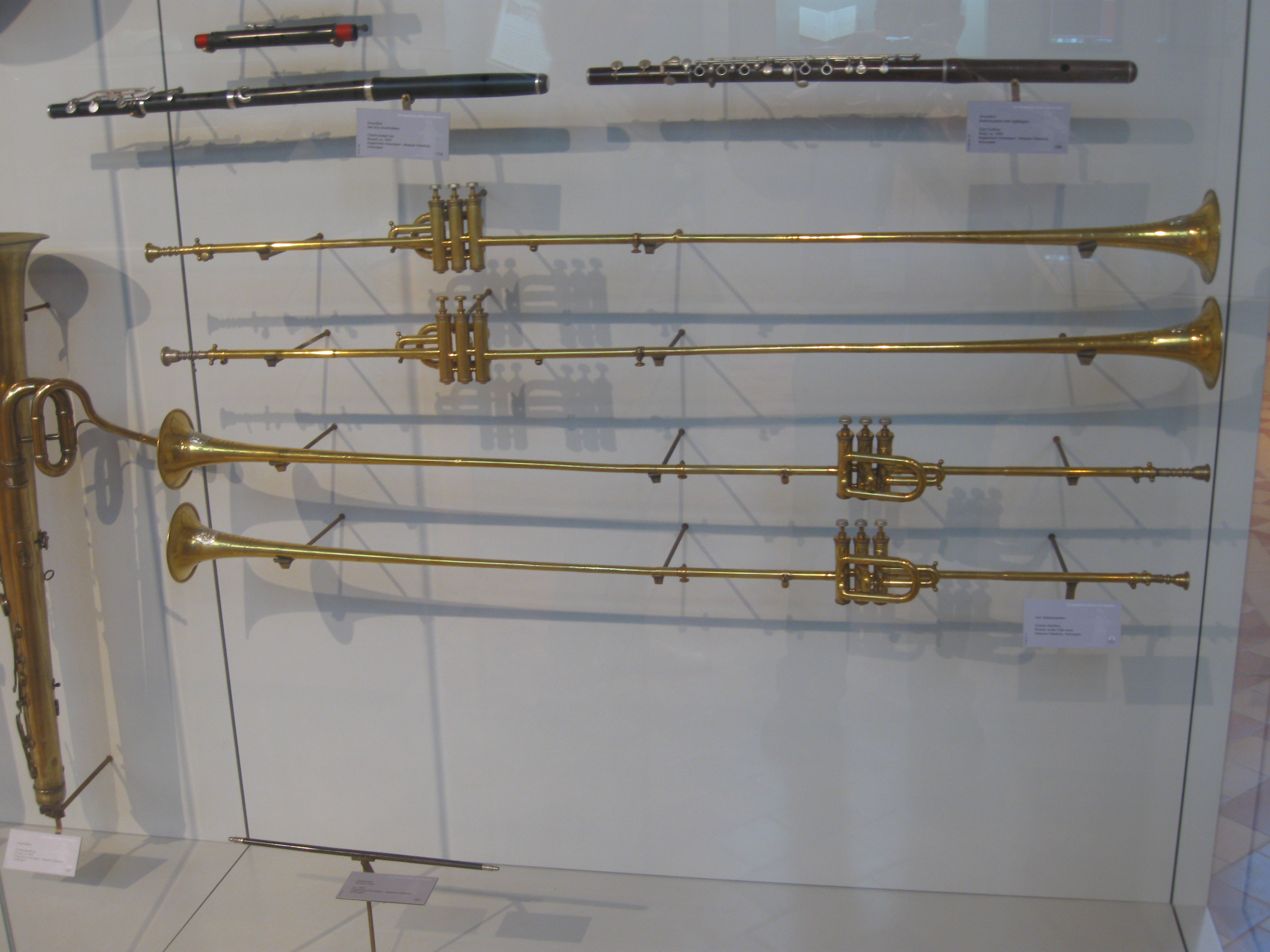
Vier Exemplare aus dem späten 19. Jahrhundert

Die Aida-Trompete ist eine im Triumphmarsch von Giuseppe Verdis Oper Aida vorkommende (ungewundene) Fanfarentrompete mit ein bis drei Ventilen in den Stimmungen C, B, H und As. Sie ist etwa 1,5 m lang. Im Ton ist sie durchdringend und glänzend. 

## Entstehung
Die Aida-Trompete wurde speziell für die Aufführungen von Aida gebaut und wurde Bildern von altägyptischen Trompeten (Scheneb) nachempfunden. Da Verdi die in Ägypten spielende Oper authentisch gestalten wollte, informierte er sich über Instrumente aus der Pharaonenzeit. In Plutarchs Werk Über Isis und Osiris fand er die Stelle, dass die ägyptischen Trompeten an Eselsrufe erinnern würden. Er beauftragte den belgischen Instrumentenbauer Adolphe Sax eine solchermaßen klingende fanfarenartige Trompete zu bauen.
Auch einige andere Komponisten komponierten für das Instrument, so etwa Franz Lehár in Das Land des Lächelns.